# Златна топка (растение)
Вижте пояснителната страница за други значения на Златна топка.
Златната топка (Echinocactus grusonii) е вид двусемеделно растение от семейство Кактусови (Cactaceae).

## Разпространение
Среща се в ограничен район в централно Мексико – щата Керетаро и части от Идалго – като са относително редки и са смятани за застрашен вид. В същото време се отглеждат често като декоративни растения.